# Oklava

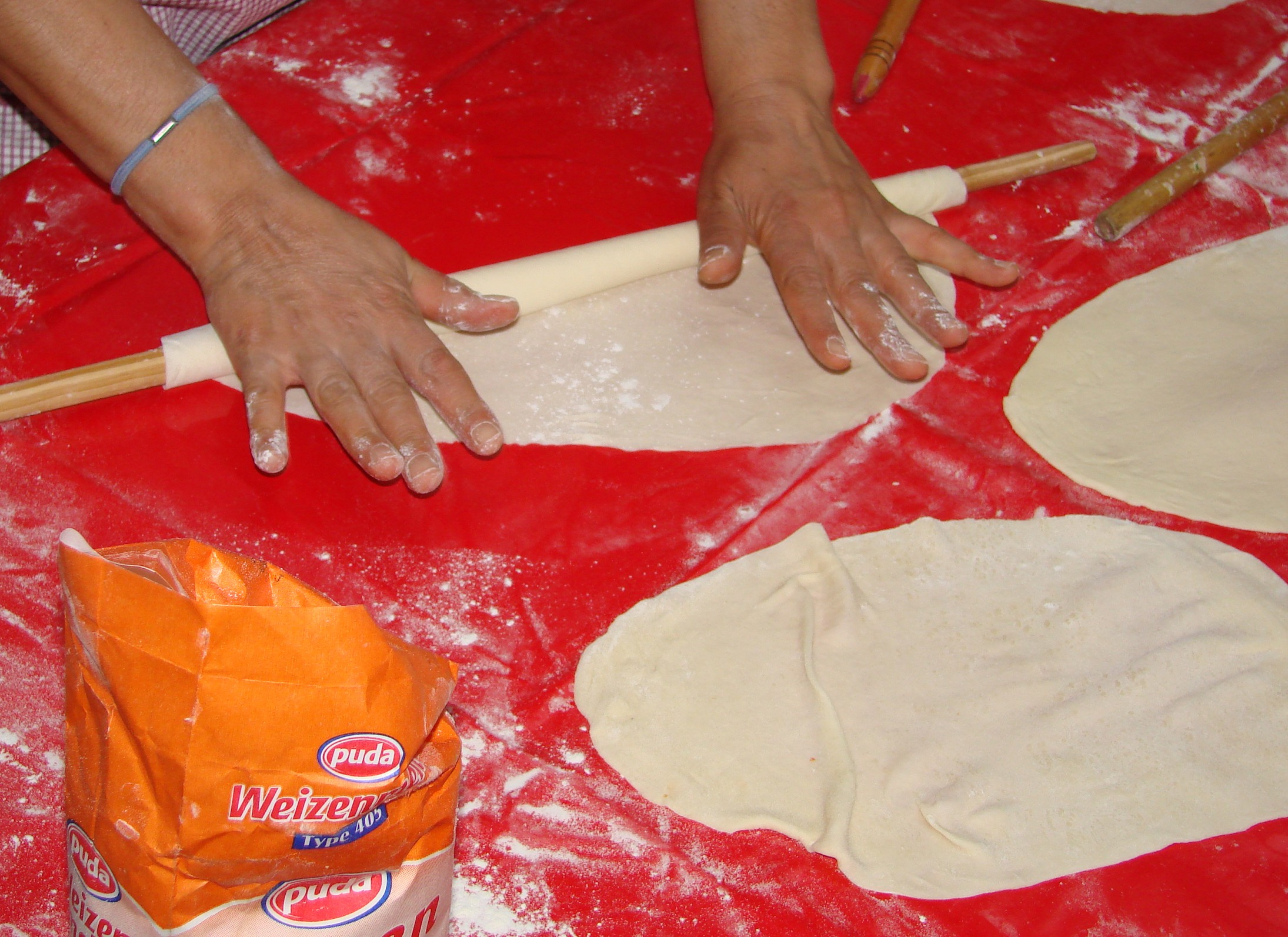
Préparation d'un yufka - étalage de la pâte à l'aide d'un oklava.

L'oklava est un ustensile de cuisine utilisé en Turquie pour étaler la pâte. Il s'agit d'une tige en bois, parfois en métal, longue et cylindrique. Il est utilisé comme alternative au rouleau pâtissier, et est également appelé merdane en langue turque, selon un mot provenant du perse médiéval. L'oklava et le sac (une planche de cuisine) ont un rôle déterminant pour l'élaboration de la pâte fyllo, ou yufka.
Il joue également un grand rôle dans la culture turque en général : lors des mariages traditionnels de Turquie rurale, un garçon et une fille font tomber, une oklava à la main, une cuillère en bois devant se poser sur le duvak (voile nuptial) de la mariée.